# Alaska's Flag (canción)
Alaska's Flag (en español: La bandera de Alaska), también conocido como Beyond Tour Dreams Within Tour Re (en español: Más allá de tus sueños a tu alcance), es el himno del estado estadounidense de Alaska. Fue adoptado en 1959, cuando Alaska se convirtió en el 49º estado.

## Letra
De las únicas entre las canciones de Estados de Estados Unidos, su letra explica el simbolismo de la bandera de Alaska, dónde su letra en inglés es:

Eight stars of gold on a field of blue
Alaska's flag. May it mean to you
The blue of the sea, the evening sky,
The mountain lakes, and the flow'rs nearby;
The gold of the early sourdough's dreams,
The precious gold of the hills and streams;
The brilliant stars in the northern sky,
The "Bear," the "Dipper," and, shining high,
The great North Star with its steady light,
O'er land and sea a beacon bright.
Alaska's flag to Alaskans dear,
The simple flag of a last frontier.

La cual se traduce en español como:

Ocho estrellas de oro sobre un campo azul.
La bandera de Alaska. Que signifique para ti.
El azul del mar, el cielo del atardecer,
Los lagos de montaña y las flores cercanas;
El oro de los sueños de la masa madre temprana,
El oro precioso de los cerros y arroyos;
Las estrellas brillantes en el cielo del norte,
El "Oso", el "Cazo" y, brillando en lo alto,
La gran Estrella del Norte con su luz constante,
Sobre la tierra y el mar un faro brillante.
La bandera de Alaska para los queridos habitantes de Alaska,
La sencilla bandera de una última frontera.

La conexión entre la canción y la bandera se produjo tanto por diseño como por circunstancias. Fue el resultado de la conexión entre tres personas: Benny Benson, Marie Drake y Elinor Dusenbury. No colaboraron directamente, sino que Marie Drake se basó en el trabajo de Benny Benson y Elinor Dusenbury en el de los otros dos. Benson inspiró la iniciativa, Drake escribió la letra y Dusenbury compuso la canción.

## Historia

La bandera del estado de Alaska.

La bandera oficial de Alaska se basa en el diseño de Benny Benson, presentado en un concurso para escolares a nivel territorial, patrocinado por la Legión Americana, en 1926. En aquel entonces, Benny tenía trece años y cursaba séptimo grado, de ascendencia ruso - aleutiana y sueca, estudiaba en la Escuela Territorial de Seward y residía en la Casa de la Misión Jesse Lee. La Legislatura Territorial de Alaska adoptó oficialmente su diseño el 2 de mayo de 1927. La proclamación elogió su propuesta ganadora por su simplicidad, originalidad y simbolismo. En la presentación del diseño, Benny escribió la siguiente explicación: “El campo azul representa el cielo de Alaska y el nomeolvides, una flor de Alaska. La Estrella Polar representa el futuro del estado de Alaska, el más septentrional de la Unión. El Cazo representa a la Osa Mayor, que simboliza la fuerza”.
Marie Drake, empleada del Departamento de Educación de Alaska, repitió la explicación de Benny Benson sobre su diseño en un poema que escribió en 1935. Marie Drake se había convertido en la Subcomisionada Territorial de Educación en 1934. Editó y redactó la mayor parte del material para el Boletín Escolar, que circuló por todo el sistema escolar territorial. El poema apareció por primera vez en la portada del Boletín Escolar de octubre de 1935.
Elinor Dusenbury más tarde compuso una canción sobre el poema y la bandera. La esposa del comandante del cuartel Chilkoot en Haines de 1933 a 1936, se había enamorado perdidamente de Alaska, pero la abandonó cuando trasladaron a su esposo. Dijo: «Escribí la música para la hermosa poesía de Marie por pura nostalgia de Alaska. Derramé más lágrimas al salir en barco que nunca antes ni después. Tenía un libro sobre Alaska con la imagen de la bandera y el poema de Marie». En el verano de 1938, Dusenbury visitó Juneau y tocó su versión del poema para Marie al piano en el Hotel Baranof.
La canción comenzó a tocarse gradualmente de manera no oficial y creció en popularidad de manera constante durante las siguientes dos décadas. Para sorpresa y deleite de ambas mujeres, la Legislatura Territorial adoptó la bandera de Alaska en 1955.  Se convirtió en la canción oficial del estado cuando el Territorio de Alaska ingresó a la unión como el estado número 49 en 1959.